# Lactarius glaucescens
Lactarius glaucescens é um fungo que pertence ao gênero de cogumelos Lactarius na ordem Russulales. Encontrado na América do Norte e na Europa, foi descrito cientificamente por Crossland em 1900.